# Taputapuatea
Taputapuatea là một xã của Polynésie française, một lãnh thổ hải ngoài của Pháp ở Thái Bình Dương. Taputapuatea nằm trên đảo Raiatea, thuộc phân khu hành chính của Quần đảo Leeward, một phần của Quần đảo Société. Trung tâm hành chính của xã nằm tại Avera
Tên của xã bắt nguồn từ tên của một quần thể văn hóa truyền thống, nơi mà đã từng được coi là trung tâm tôn giáo lớn nhất đông Polynesia. Đó chính là Taputapuatea marae, địa điểm khảo cổ nổi tiếng nhất nằm trên đảo Raiatea.